# Herpay Gábor
Herpay Gábor (Szabadszállás, 1885. október 5. – Debrecen, 1946. augusztus 15.) levéltáros.
1910-ben a debreceni református teológián lelkészi képesítést, majd 1917-ben a Debreceni Egyetemen bölcsészdoktori oklevelet szerzett. 1912-től városi levéltáros, 1916-tól Hajdú vármegye főlevéltárosa volt. 1944 októberétől Debrecen és Hajdú vármegye főispánja, a demokratikus kormányzat megalakulása után alispánja volt, egészen lemondásáig. Gondos adatgyűjtésen alapuló helytörténeti és családtörténeti munkákat írt.

## Művei
- Debrecen sz. kir. városi rangra emelésének története, Debrecen, 1915. (Koncz Ákossal)
- Debrecen sz. kir. város levéltára diplomagyűjteményének regesztái, Debrecen, 1916.
- Nemes családok Debrecenben, Debrecen, 1925.
- Nemes családok Hajdúvármegyében, Debrecen, 1926.
- Debrecenbe beköltözött polgárok, Matricula civium 1715–1867, Debrecen, 1936.